# Otto von Dungern-Oberau
Otto von Dungern-Oberau, vollständig Otto Emil Karl Eduard Wilhelm Freiherr von Dungern auf Oberau, (* 4. April 1873 in Coburg; † 17. März 1969 auf Gut Oberau bei Staffelstein, Oberfranken) war ein deutscher Adliger, preußischer Offizier und Reise- und Jagdschriftsteller.

## Leben
Otto von Dungern war ein Sohn des Freiherrn Friedrich Ernst August von Dungern (1839–1912) und der Auguste Souchay de la Duboissière (1842–1936); seine Großväter waren der nassauische Staatsminister Emil August von Dungern und der Frankfurter Stadtpolitiker und Reichskommissar Eduard Souchay. Von 1893 bis 1910 diente er im 3. Garde-Ulanen-Regiment in Potsdam. Dort begann seine Freundschaft mit Harry Graf Kessler, der eine homoerotische Neigung zu ihm hatte. Die beiden beendeten ihre Liebesaffäre im Winter 1894/95, blieben aber noch Jahrzehnte befreundet. Otto heiratete im Oktober 1896 in Potsdam Thekla von Schmidt-Pauli (1876–1940), eine Tochter des Generals Florentin von Schmidt-Pauli, mit der er vier Kinder bekam. Zwischen Oktober 1898 und August 1900 war er zum Militär-Reitinstitut in Hannover kommandiert. 1908 wurde er persönlicher Adjutant des Kronprinzen  Wilhelm, wurde jedoch im Jahr darauf (15. März 1909) zu seinem Regiment zurückversetzt und auf ein Jahr ohne Gehalt beurlaubt, weil er eine Affäre mit dessen 22-jähriger Frau Cecilie gehabt hatte. Zwischen Juni und November 1909 unternahm er eine Reise nach Zentralasien, die ihn von Taschkent in das damals unter russischem Einfluss stehende westchinesische Xinjiang führte.
Im Januar 1910 nahm er seinen Abschied vom Militär und übernahm das Familiengut Oberau bei Staffelstein. Zu Beginn des Ersten Weltkriegs wurde er reaktiviert und erhielt zunächst das Kommando über eine Eskadron Reserve-Dragoner. Nach Kriegsende 1918 befehligte er ein Freikorps und sympathisierte 1923 mit dem so genannten Hitlerputsch. Otto von Dungern trat in den Verlag Julius Neumann in Neudamm ein, der auf Forst- und Jagdwesen spezialisiert war, und wurde Hauptschriftleiter der Deutschen Jäger-Zeitung bzw. von 1934 bis 1943 der Deutschen Jagd, der Verbandszeitung der Deutschen Jägerschaft. Zum 1. September 1930 war er der NSDAP beigetreten (Mitgliedsnummer 322.819), er war Kreisleiter der NSDAP in Potsdam sowie von 1934 bis 1943 in der Deutschen Jägerschaft Gaujägermeister der Kurmark. 1943 zog er sich auf Gut Oberau zurück.

## Familie
Ottos älteste Tochter Afra (1897–1986) heiratete in die Familie Wedel-Parlow ein und lebte bei Heidelberg. Seine jüngste Tochter Lita (1902–1990) ehelichte 1929 in Lima den späteren Luftwaffen-General Kurt Bertram von Döring (1889–1960), von dem sie sich 1932 scheiden ließ. Ottos Sohn Bernd (1898–1977) heiratete 1923 die Kinderbuchillustratorin und Generalstochter Anneliese von Lewinski (1895–1983). Der jüngere Sohn Wolf (* 1900), der als Testpilot bei einem Flugzeugabsturz am 27. Juli 1934 in Augsburg zu Tode kam, hinterließ einen Sohn und eine Tochter aus seiner 1927 geschlossenen Ehe mit der in Straßburg geborenen Ruth von Dungern geb. Pagenstecher (1902–2000).

## Schriften
- Tian-Schan. Jagd- und Reisebriefe. Mit einer Einführung von Gottfried Merzbacher. Reimer, Berlin 1911.
- St. Georg hilf! Ein Reiterleben in Krieg und Frieden. Neumann, Neudamm 1931.
- Hubertus hilf! Eines deutschen Hochwildjägers Erinnerungen aus zwei Weltteilen. Neumann, Neudamm 1931.
- (Hrsg.): Deutsches Jagen. Meistererzählungen aus der Deutschen Jäger-Zeitung. Neumann, Neudamm 1933.
- (Hrsg.): Wilhelm Kießling: Jäger und Jagd im Dritten Reiche. Ein Leitfaden für Jungjäger. Neumann, Neudamm 1936.
- Unter Kaiser und Kanzlern. Erinnerungen. Veste, Coburg 1952.